# Agrilus trochilus
Agrilus trochilus é uma espécie de inseto do género Agrilus, família Buprestidae, ordem Coleoptera.
Foi descrita cientificamente por Abielle de Perrin, 1897.